# Kamaosi
Kamaosi Village ist ein kleines Dorf im Südosten von Santa Isabel Island, Provinz Isabel, Salomonen. Es liegt nahe bei Gululu. Es ist bekannt, weil es eine der beiden Highschools der Insel beherbergt, das Sir Dudley Tuti College.

## Sir Dudley Tuti College
Die Schule nimmt einen großen Teil des Dorfes ein. Vor 1999 waren Schule und Dorf sogar deckungsgleich. Dann wurde die Schule nach dem damaligen Häuptling Sir Dudley Tuti benannt, Etwa 500 Schüler besuchen die Schule. Sie bietet 7 Jahrgangsstufen an.